# Carl Forberg
Carl Forberg, ameriški dirkač Formule 1, * 4. marec 1911, Omaha, Nebraska, ZDA, † 17. januar 2000, Brownsburg, Indiana, ZDA.

## Življenjepis
Forberg je pokojni ameriški dirkač, ki je leta 1951 sodeloval na ameriški dirki Indianapolis 500, ki je med letoma 1950 in 1960 štela tudi za prvenstvo Formule 1, in zasedel sedmo mesto. Umrl je leta 2000.